# Хендри, Джеймс
Джеймс Хе́ндри (англ. James Hendry) — шотландский футболист, нападающий. Выступал за шотландский клуб «Аллоа Атлетик». В сентябре 1892 года перешёл в английский клуб «Ньютон Хит». Дебютировал в основном составе 15 октября 1892 года в матче Первого дивизиона против «Вулверхэмптон Уондерерс», в котором «язычники» одержали разгромную победу над «волками» со счётом 10:1, а Хендри забил один из голов. 22 октября провёл свой второй матч за «Ньютон Хит» (против «Уэнсдей»), оказавшийся его последним матчем за клуб. В июне 1893 года покинул «Ньютон Хит». Дальнейшая его судьба неизвестна.